# Austeucharis pulchra
Austeucharis pulchra är en stekelart som först beskrevs av Girault 1913.  Austeucharis pulchra ingår i släktet Austeucharis och familjen Eucharitidae. Inga underarter finns listade.